# Saladinova citadela
Saladinova citadela (arapski: قلعة صلاح الدين, Qalaat Salah Ed-Din) ili Saone je utvrda u Siriji, 30 km istočno od grada Latakije, izgrađena na stijeni između dvije duboke šumovite doline. 
Od 2006. godine je, zajedno s utvrdom Krak des Chevaliers, upisana na UNESCO-ov popis mjesta svjetske baštine u Aziji i Oceaniji kao "najvažniji primjer razmjene utjecaja i evolucije fortifikacijske arhitekture na Bliskom istoku tijekom bizantskog, križarskog i islamskog razdoblja".

## Povijest
Utvrda na ovom mjestu je postojala još u 1. tisućljeću pr. Kr., za vrijeme Feničana, koji su je predali Aleksandru Makedonskom 334. pr. Kr. Prema predaji, Aleksandar je nakon neuspješne opsade utvrde sanjao Herkula koji mu je pokazao gdje se nalazi njegova toljaga s kojom je uspio probiti vrata utvrde.
Za utvrdu se ponovno čuje tek u 10. stoljeću kada je bizantski car Ivan I. Cimiskije osvojio od alepske dinastije Hamdaninda, i dao izgraditi njene zidine. Početkom 12. stoljeća zauzeli su je križari, te se već 1119. godine spominje kao posjed Roberta Saonskog koji ga je dobio od kneza Antiohije, Rogera od Salerna. Današnji oblik utvrde je većinom nastao tada, a bila je poznata kao jedina kojom nisu upravljali viteški redovi, niti Ivanovci niti Templari.
U srpnju 1188. godine utvrdu je osvojio muslimanski vojskovođa Saladin, po komu je kasnije i dobila ime. Od tada je njome upravljala Nasr al-Dinova plemićka obitelj Manguviri, koji su je predali egipatskom sultanu Bajbarsu 1273. godine. Kratko vrijeme, od 1280., njome je vladao lokalni vladar Sonkor al-Aškar, ali su je Mameluci ponovno osvojili 1287. godine.
God. 2006. Krak des Chevaliers i Saladinova citadela su upisane na UNESCO-ov popis mjesta svjetske baštine u Aziji. No, zbog ratnih sukoba, 20. lipnja 2013. godine UNESCO je odlučio staviti svih šest mjesta svjetske baštine u Siriji na popis mjesta svjetske baštine u opasnosti

## Odlike
Najznamenitija osobitost utvrde je jarak dubok 28 metara koji su, najvjerojatnije još Bizantinci isklesali u živoj stijeni. On je dug 156 metara, širok je 14 do 20 metara, i ima samo jako uski stub usred jarka koji je služio kao potporanj za pokretni most do glavnog, južnog portala utvrde. S desne strane ulaza se nalazi križarski toranj, te još jedan samo par metara dalje, pored velike cisterne za vodu i skladišta za hranu. Ova utvrđena vrata imaju 5 m debele zidove i površinu od gotovo 24 m². Na sjevernoj strani se nalaze vrata od kojih se spuštao pokretni most preko jarka. 
U središtu utvrde nalazi se bizantska citadela, još jedna cisterna, križarski dom i crkva spojena na dvije bizantske kapele. Tu su i džamija, i palača s dvorištem, kupatilom i ajvanom, iz vremena mamelučkog sultana Kalavuna s kraja 13. stoljeća.
- Zidine Saone
- Stub u jarku kod južnog portala
- Unutrašnjost Saone
- Saladinov dvorac

## Vanjske poveznice
- "Utvrđeno sklonište" - članak (engl.)
- "Kamenje koje je obavilo ljudski posao" - Članak o križarima s poglavljem o utvrdi Saone
- Saladinova citadela  Arhivirana inačica izvorne stranice od 18. siječnja 2006. (Wayback Machine) na stranicama Aga kanovog povjerenstva za kulturu (PDF) (engl.)